# Aroldo Cascia
Aroldo Cascia (Jesi, 11 maggio 1937 – 26 febbraio 2020) è stato un politico italiano.

## Biografia
Insegnante, esponente del Partito Comunista Italiano, dal 1975 al 1983 è sindaco di Jesi, cittadina in cui rimane poi consigliere comunale fino al 1990. 
Eletto al Senato della Repubblica nelle file del PCI nel 1983; viene confermato a Palazzo Madama anche dopo le elezioni politiche del 1987. In seguito alla svolta della Bolognina, aderisce al Partito Democratico della Sinistra, terminando il mandato parlamentare nel 1992.